# Биллапс, Чонси
Чо́нси Рэ́й Би́ллапс (англ. Chauncey Ray Billups; родился 25 сентября 1976 года в Денвере, штат Колорадо) — американский профессиональный баскетболист, выступавший за 7 различных команд Национальной баскетбольной ассоциации. Игрок национальной сборной США, чемпион мира по баскетболу 2010 года и чемпион НБА 2004 года, неоднократный участник матчей всех звёзд НБА. 10 сентября 2014 года завершил профессиональную карьеру. C 2021 года работает главным тренером в «Портлэнд Трэйл Блэйзерс».
Биллапс один из самых узнаваемых и любимых спортсменов штата Колорадо, ещё в детстве он получил прозвище — «Баскетбольный мистер Колорадо». На протяжении всей своей карьеры Чонси стремился выступать перед родной публикой. В 2004 году Университет Колорадо навечно закрепил за Биллапсом его 4-й игровой номер. Он также активно участвует в благотворительных программах, за что получал разнообразные награды, символизирующие признание его вклада в развитие общества. Член баскетбольного зала славы с 2024 года.

## Биография
Чонси родился в Денвере, в семье Рэя и Фэй Биллапс, у него есть брат Родни и сестра Мария. Семья Биллапс очень дружна, и Чонси с детства приучали следить и заботиться о своих близких. Он с младшим братом Родни активно занимались спортом и показывали хорошие результаты. Но уже тогда было заметно, что Чонси играет на более высоком уровне, чем его брат. Американский футбол и баскетбол — два вида спорта, на которых концентрировался Биллапс в детстве.

### Школа
Биллапс учился в школе имени Джорджа Вашингтона, в городе Денвер. Играя за команду школы Чонси четыре раза выбирали в сборную штата и три раза «Баскетбольным мистером Колорадо». Он стал самым выдающимся игроком за историю своей школы. В первый год Биллапс привёл свою команду в полуфинал чемпионата штата, со средней результативностью 16,2 очка в среднем за игру. Во второй год он выиграл чемпионат штата, набирая 26,3 очка в среднем за игру. В этом же году Биллапс становился «Игроком года штата Колорадо», второй раз он получал эту награду в свой выпускной год. В следующем сезоне команда Биллапса вновь была чемпионом штата, с личными показателями Чонси — 32,5 очка в среднем за игру.
К концу обучения в школе Чонси был одним из самых узнаваемых спортсменов в штате, он входил в число самых перспективных баскетболистов США. Рой Уилльямс, в то время главный тренер Канзасского университета по баскетболу, говорил, что не встречал за свою карьеру более одарённого школьника. Уилльямс — это тренер, который отыскал Майкла Джордана для «университета Северной Каролины».
В 1995 году Биллапс оказался на перепутье, у него было несколько вариантов продолжения карьеры. Он мог минуя колледж попасть в НБА, а мог поступить в университет. На его решение повлияло то, что в том году у Чонси умерли бабушка и дедушка, это были тяжёлые времена для семьи Биллапсов, поэтому он решил поступить в Университет Колорадо рядом с домом.

### Университет
В то время в университете Колорадо была слабая баскетбольная команда, «Буффалос» не выходили в основной турнир NCAA с 1960-х годов. Главным тренером был Джо Харрингтон, он попытался выстроить успешную команду вокруг Чонси. В первой игре сезона «Колорадо» проигрывают с разницей в 24 очка университету Санта-Барбары — это было самое крупное поражение в матче открытия сезона за всю историю команды. В следующей игре Биллапс набрал 31 очко, такое не удавалось ни одному первокурснику в истории университета. 2 декабря Чонси сделал первый в своей карьере трипл-дабл, в игре против университета Джорджа Мейсона он набрал 24 очка, 11 передач и 11 подборов. Однако, вне площадки Биллапс, как и другие игроки команды, не проявлял должной дисциплины. Харрингтон попал в непростую ситуацию, несколько его игроков не смогли продолжить сезон по различным причинам, а оставшиеся попадали в различные истории вне площадки. Биллапс не был исключением, он украл купоны видеопроката из книжного магазина в кампусе. Преступление было раскрыто и Биллапс написал письмо с извинениями обращёнными к администрации университета и всем студентам. После 5 поражений подряд, Харрингтон ушёл со своего поста, его место занял Джо Паттон. Сезон закончился для команды с показателями 9 побед при 18 поражениях. Биллапс набирал 17,9 очка за матч, делая по 5,5 передачи и собирал по 6,6 подбора. У Чонси было четыре игры, где он набирал 30 или более очков, а также процент пробития штрафных составлял 86,1 %.
В межсезонье Биллапс вызывался в сборную США до 22 лет, чтобы провести тренировочный матч с олимпийской сборной США по баскетболу 1996 года. Чонси играл против будущих олимпийских чемпионов Джона Стоктона и Гэри Пэйтона. Молодёжь проиграла лучшим игрокам планеты со счётом 96-90. Биллапс провёл на площадке 10 минут и набрал — 7 очков, 2 перехвата и 2 подбора. В первых 10 играх нового сезона было одержано 7 побед при 3 поражениях, 5 декабря Биллапс преодолел рубеж 500 очков за карьеру в «Колорадо». Он стал самым быстрым игроком в истории «Буффалос» достигшим этого результата, для этого Чонси потребовалось всего 28 игр. 24 февраля «Колорадо» одержали двадцатую победу в сезоне и квалифицировались на основной турнир NCAA, впервые с сезона 1968/69 годов. В первой игре турнира «Буффалос» встретились с «Индианой», Биллапс набрал 24 очка и пересёк рубеж в 1000 очков за сезон, он стал 19 игроком за историю университета вошедшим в «клуб 1000», «Колорадо» победили. В следующем раунде «Буффалос» проиграли «Северной Каролине» и закончили сезон. После 2 лет обучения в университете Биллапс выставил свою кандидатуру на драфт НБА.

### Профессиональная карьера

#### Баскетболиста

##### Бостон Селтикс
25 июня 1997 года в городе Шарлотт состоялся 50-й драфт НБА. Предполагалось, что имя Биллапса одним из первых. Под 1-м номером «Сан-Антонио Спёрс» был выбран Тим Данкан, под 2-м номером «Филадельфией Севенти Сиксерс» был выбран Кит Ван Хорн, под 3-м номером «Бостон Селтикс» выбрали Биллапса.
Биллапс начал свою карьеру в НБА с победы над «Чикаго Буллс», он набрал 15 очков и отдал 4 передачи. В дальнейшем Чонси показывал нестабильную игру, удачные игры сменялись провальными. 2 февраля Биллапс принял участие в матче новичков, он набрал 9 очков и отдал 7 результативных передач. После неудачного сезона, руководство «Селтикс» посчитало, что Биллапс не оправдал ожиданий и решило обменять его. 18 февраля 1998 года произошёл обмен с участием Биллапса. Биллапс вместе с одноклубниками Ди Брауном, Роем Роджерсом и Джоном Томасом отправился в «Торонто Рэпторс», в обмен на Жана Табака, Кенни Андерсона и Рональда Джонса.

##### Торонто Рэпторс
После обмена Биллапс занял место разыгрывающего в стартовой пятёрке «Рэпторс». За оставшиеся 29 игр сезона Биллапс набирал по 11,3 очка и делал по 3,3 передач в среднем за матч. «Торонто» закончили сезон с результатом 16 побед и 66 поражений. 21 января 1999 года, на следующий день после окончания локаута в сезоне 1998/99 годов, Биллапс |покинул команду в результате обмена с участием трёх команд. Биллапс и Томас Уиллер стали игроками «Денвер Наггетс», Дин Гарретт и Бобби Джексон перешли из «Наггетс» в «Миннесоту Тимбервулвз», а в «Рэпторс» отправились выбор в первом раунде драфта 1999 года «Наггетс», выбор в первом раунде драфта 2000 года «Тимбервулвз», а также игроки «Миннесоты» Желько Ребрача и Майкл Уилльямс.

##### Денвер Наггетс
Биллапс попал в команду из родного города, основным разыгрывающим в которой на тот момент был Ник Ван Эксель. Практически сразу после начала чемпионата Биллапс занял его место в стартовой пятёрке. В сезоне 1998/99 «Наггетс» не смогли пробиться в плей-офф и закончили чемпионат с показателями 14 побед и 36 поражений.
После тринадцати игр сезона 1999/2000 Биллапс получил травму левого плеча. После обследования выяснилось, что это смещение плечевого сустава — травма требующая хирургического вмешательства, что означало конец сезона для Чонси. После этого Биллапса вместе с Роном Мерсером и Джонни Тейлором обменяли в «Орландо Мэджик» на Тарика Абдул-Вахада, Криса Гатлинга и выбор в первом раунде на предстоящем драфте. Чонси провёл последние месяцы своей реабилитации в «Орландо», после чего стал свободным агентом.

##### Миннесота Тимбервулвз
8 августа 2000 года Биллапс подписал контракт с «Миннесотой Тимбервулвз». Он пришёл в команду, когда «Миннесота» ещё скорбела по Малику Сили — игроку «Тимбервулвз», который погиб в автокатастрофе. Чонси начал сезон 2000/01 основным разыгрывающим, в передней линии «Тимбервулвз» в то время играла восходящая звезда Кевин Гарнетт. Начиная с середины сезона Флип Сондерс решил, что Биллапс будет выходить со скамейки запасных. Игрок не справился с новой для себя ролью, если в начале сезона его средняя норма была около 10 очков за матч, то к середине примерно 8 очков за игру. «Миннесота» добивалась хороших результатов, поэтому Биллапс не возражал против новой роли в команде. «Тимбервулвз» победили в 47 играх того сезона. В 1-м раунде плей-офф «Миннесота» уступила «Сан-Антонио Спёрс» в серии из 4 матчей.
В сезоне 2001/02 «Миннесота» во главе с Гарнеттом показывала хорошие результаты и закончила сезон с результатом 50 побед при 32 поражениях. Но в плей-офф «Тимбервулвз» вновь уступили в первом раунде. После трёх подряд вылетов в первом раунде плей-офф генеральный менеджер команды Кевин Макхейл решил обновить состав. С Биллапсом отказались подписывать новый контракт и он вновь стал свободным агентом.

##### Детройт Пистонс

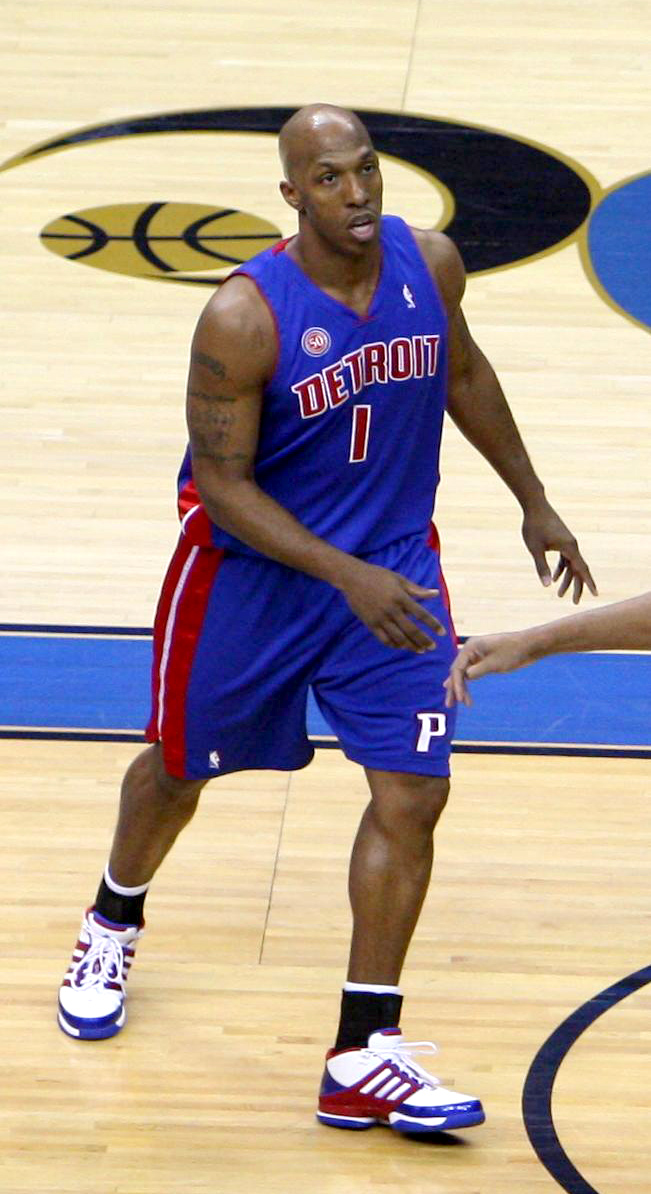
Чонси Биллапс в игре за «Пистонс». 2008

17 июля 2002 года Биллапс подписал контракт с «Детройт Пистонс». В «Детройте» Биллапс взял 1-й игровой номер, так как его любимый 4-й номер был навечно закреплён за Джо Думарсом — легендой клуба, который также являлся генеральным менеджером «Пистонс» и считал, что Чонси будет идеальным разыгрывающим для его клуба. По ходу сезона 2002/03 Чонси сделал шесть победных бросков и один раз признавался игроком недели в НБА. «Детройт» закончили сезон с 50-ю победами при 32 поражениях. В первом раунде плей-офф «Пистонс» встречались с «Орландо Мэджик» и считались фаворитами. Но неожиданно «Мэджик» повели в серии со счётом 3-1, «Детройт» организовали погоню и победили в трёх матчах подряд, оформив победу в серии. В шестом матче серии Биллапс набрал 40 очков. «Пистонс» стали седьмой командой в истории НБА сумевшей выиграть серию проигрывая 1-3. Во втором раунде в «Детройт» играл против «Филадельфия Севенти Сиксерс». В первой игре серии Биллапс подвернул лодыжку и не выходил на паркет вплоть до пятого матча. Несмотря на это команда Чонси победила в серии из шести матчей. Он играл через боль и это обстоятельство понизило шансы «Пистонс» на победу в финале восточной конференции против «Нью-Джерси Нетс» — «Детройт» уступили в серии из четырёх матчей.
Джо Думарс обратил внимание на безвольный проигрыш в серии против «Нетс» и уволил главного тренера команды Рика Карлайла. Новым тренером команды был назначен Ларри Браун. В сезоне 2003/04 Биллапс закрепился, как лидер команды. 20 февраля в игре против «Миннесоты» Биллапс сделал второй трипл-дабл в карьере. В плей-офф «Пистонс» выделялись своей великолепной защитой, на пути к финалу были повержены: «Милуоки Бакс», «Нью-Джерси Нетс» и «Индиана Пэйсерс». Впервые с 1990 года «Детройт» вышел в финал НБА, где их соперником стали «Лос-Анджелес Лейкерс» во главе с Шакилом О’Нилом и Коби Брайантом. Изначально никто не считал «Пистонс» серьёзными претендентами на титул, после победы в первом матче серии говорили, что это была случайность. Браун понимал, что О’Нил и Брайант наберут очки в любом случае, поэтому он настраивал не давать набирать очки остальным игрокам «Лейкерс». «Пистонс» одержали победу в серии из пяти матчей и стали чемпионами НБА. Биллапса признали самым ценным игроком финальной серии.
В сезоне 2004/05 «Пистонс» одержали 54 победы при 28 поражениях. Биллапс был включён во вторую сборную всех звёзд защиты НБА. Сезон для «Детройта» омрачился большой дракой в матче против «Индианой Пэйсерс». В плей-офф «Пистонс» дошли до финала, но проиграли в драматичной серии из семи матчей команде «Сан-Антонио Спёрс».

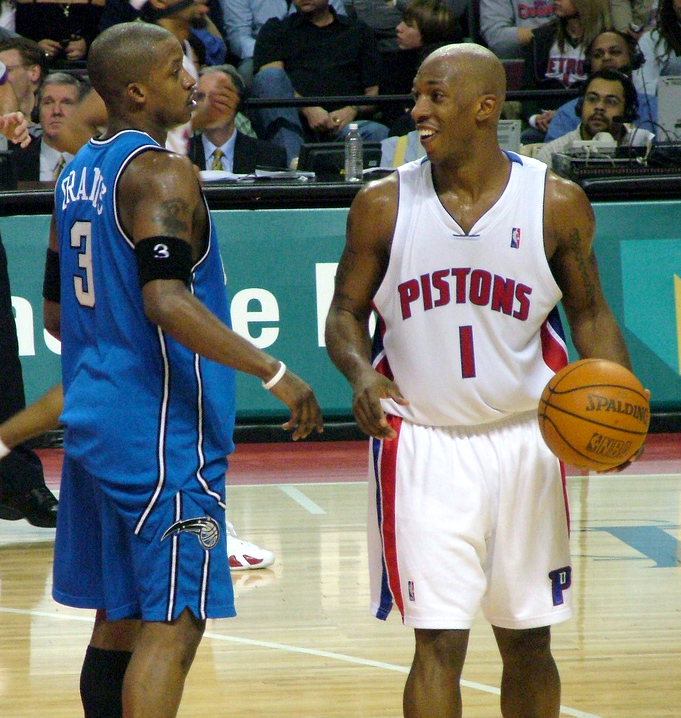
Стив Фрэнсис и Чонси Биллапс общаются во время перерыва в матче. 2006

После двух сезонов с «Пистонс» команду покинул главный тренер Ларри Браун, новым наставником команды стал Флип Сондерс. В сезоне 2005/06 Биллапс продолжил показывать стабильную игру, а также стал сокапитаном команды, и в этом ранге привёл «Пистонс» к лучшим показателям в истории клуба по итогам регулярного чемпионата — 64 победы и 18 поражений. В этом сезоне Биллапс впервые принимал участие в матче всех звёзд НБА, в опросе за него проголосовало 717 тысяч фанатов. А также вновь был включён во вторую сборную всех звёзд НБА. Несмотря на лучший сезон в своей истории «Детройт» уступил «Майами Хит» в финале конференции.
29 декабря 2006 года Биллапс получил травму левой икроножной мышцы, из-за которой он пропустил 12 игр в сезоне 2006/07. 11 июля 2007 года Биллапс подписал новый 4-летний контракт на общую сумму 46 млн долларов с «Пистонс». 18 февраля 2008 года Чонси принял участие в матче всех звёзд НБА, а в конце сезона его выбрали в третью команду всех звёзд НБА. В плей-офф «Пистонс» вновь остановились в финале конференции, на этот раз команда уступила «Кливленд Кавальерс».
Биллапс стал самым результативным игроком своей команды в сезоне 2007/08 с результатом — 1324 очка (17 очков в среднем за игру). В плей-офф «Пистонс» в третий раз подряд не смогли преодолеть барьер финала конференции. После двух игр сезона 2008/09 Биллапса обменяли в «Денвер Наггетс» на Аллена Айверсона.

##### Денвер Наггетс

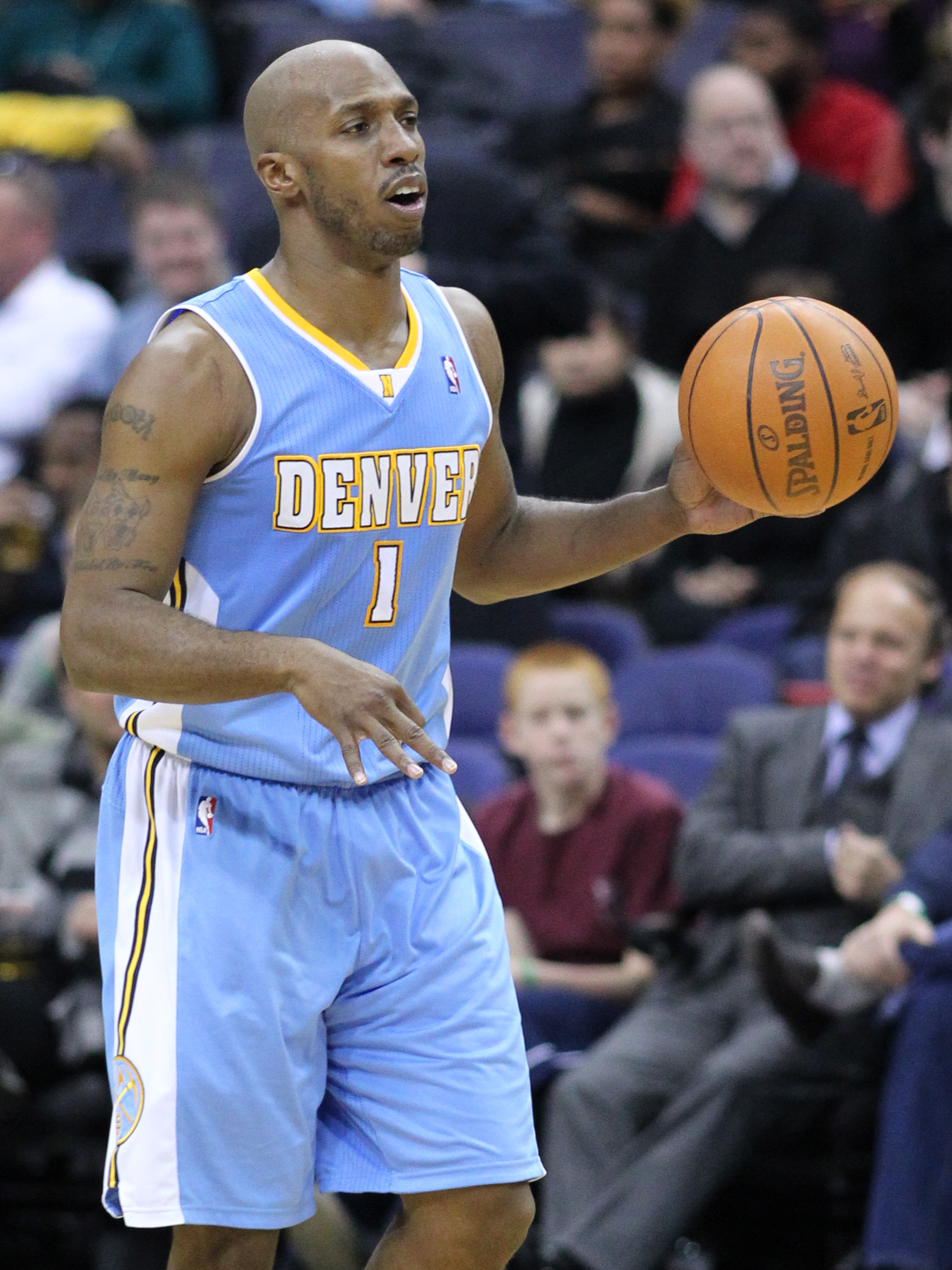
Чонси Биллапс в игре за «Наггетс». 2011

В «Наггетс» Биллапс выбрал 7-й игровой номер в честь квотербека «Денвер Бронкос» Джона Илуэйя. Любимые номера Чонси — 1-й и 4-й были заняты Джей Ар Смит и Кеньоном Мартином. Во главе с Биллапсом в сезоне 2008/09 «Наггетс» установили ряд собственных рекордов: лучший старт сезона — 16 побед при 6 поражениях, а также лучшее достижение по количеству побед в чемпионате — 54. «Денвер» выиграл Северо-Западном дивизион и вышел в плей-офф со второго места в западной конференции. В первом раунде плей-офф Биллапс установил рекорд «Наггетс» по количеству точных трёхочковых за один матч (8), а также рекорд по количеству точных трёхочковых бросков в серии плей-офф (19). В первый год Биллапс довёл «Наггетс» до финала конференции, на этой стадии плей-офф «Денвер» не играли с 1985 года. Это был седьмой подряд финал конференции для Биллапса, после доминирования «Бостон Селтикс» в 1950-х и 1960-х годах, такое удавалось только: Мэджику Джонсону, Майклу Куперу, Карим Абдул-Джаббару и Курту Рэмбису. «Наггетс» уступили в серии из шести матчей «Лос-Анджелес Лейкерс».
В межсезонье Биллапс помогал Джей Ар Смиту подготовиться к чемпионату, в интервью Смит признавался, что Чонси очень ему помог и фактически является его наставником. Перед началом сезона 2009/10 Смит подарил свой 1-й номер Билапсу, а сам взял 5-й номер. 27 ноября в игре против «Нью-Йорк Никс» Биллапс набрал 32 очка, при том, что его партнёр по команде Кармело Энтони набрал 50 очков, они стали третьим «50+30» дуэтом в истории НБА. 5 февраля в игре против «Лос-Анджелес Лейкерс» Биллапс набрал 39 очков, что является его личным рекордом по набранным очкам. В первом раунде плей-офф «Наггетс» неожиданно уступили «Юте Джаз».
В середине сезона 2010/11 выяснилось, что Кармело Энтони отказывается продлевать контракт с «Наггетс». Руководство «Денвера» пыталось найти вариант обмена Энтони с наиболее выгодными условиями для клуба. В этой нервной ситуации «Денвер» согласились на предложение «Никс», в которое входило обмен Кармело и Биллапса на большую группу молодых перспективных игроков. Чонси не хотел уезжать из Денвера, так как ранее заявлял, что хочет закончить карьеру в «Наггетс». Представители «Денвер Наггетс» принесли извинения Биллапсу.

##### Нью-Йорк Никс
Биллапс заканчивал сезон в «Нью-Йорк Никс» в качестве основного разыгрывающего. В первой игре плей-офф против «Бостон Селтикс», Биллапс получил травму колена и выбыл из строя. По окончании сезона Чонси высказал желание остаться в команде, руководство клуба, в лице генерального менеджера «Никс» Донни Уолша, также настояло на том, чтобы Биллапс остался в команде, за сезон 2010/11 он должен был получить около 14 млн долларов. Однако, 10 декабря 2011 года, с Биллапсом расторгли контракт, воспользовавшись правом амнистии, для того чтобы подписать центрового Тайсона Чендлера. 12 декабря 2010 года стало известно, что на аукционе амнистированных игроков права на Биллапса получили «Лос-Анджелес Клипперс». По словам агента Чонси, его подопечный очень расстроился из-за решения руководства «Никс» отказаться от него, а также, что он признался ему, что думает о завершении карьеры.

##### Лос-Анджелес Клипперс
16 декабря 2011 года Биллапс объявил о том, что он будет играть за «Клипперс» и не собирается заканчивать карьеру. После встречи с генеральным менеджером команды Чонси рассказал журналистам, что планируется, что Крис Пол будет выступать на позиции разыгрывающего, а он на позиции атакующего защитника. Также Биллапс заявил, что собирается продолжать карьеру ещё два или три года. 7 февраля 2012 года во время матча с «Орландо Мэджик» Чонси получил серьёзную травму — разрыв ахиллова сухожилия и выбыл до конца сезона. В сезоне 2012/13 Биллапса также преследовали травмы, он смог выйти на площадку лишь в 22 играх.

##### Детройт Пистонс
Спустя пять лет после своего обмена Биллапс вернулся в «Детройт», подписав 2-летний контракт на общую сумму 5 млн долларов. Травмы начали преследовать Чонси ещё во время предсезонных игр, а по ходу сезона ему пришлось сделать операцию на левом колене. Он провёл мало игр и руководство команды приняло решение не пользоваться опцией команды на продление ветерана. 9 сентября 2014 года Биллапс объявил о завершении карьеры.

##### Сборная США
5 марта 2006 года Биллапс был включён в состав сборной США по баскетболу. После неудач на чемпионате мира 2002 года и Олимпийских играх 2004 года американцы хотели вернуть себе лидирующие роли в международном баскетболе. Новая команда победила на чемпионате Америки и квалифицировалась на Олимпийские игры 2008 года. На континентальном турнире Биллапс выходил со скамейки запасных и помог сборной завоевать путёвку в Пекин. Однако, на Олимпиаду Чонси не поехал, ссылаясь на семейные обстоятельства, его беспокоило, то что эти проблемы могут отвлекать его по ходу турнира и Биллапс предпочёл отказаться от участия. Биллапс вернулся в сборную на чемпионате мира 2010 в Турции и помог команде завоевать золотые медали. 10 февраля 2010 года Биллапс был включён в состав сборной США в период с 2010 по 2012 годы.

##### BIG3
В новой лиге BIG3, стартовавшей летом 2017 года, выступает за команду «Killer 3’s».

#### Журналистика
14 октября 2014 года было официально объявлено, что Биллапс присоединится к ESPN в качестве студийного аналитика в сезоне 2015/16. Он будет участвовать в таких программах, как NBA Tonight, NBA Friday Coast to Coast, SportsCenter, а также на радио ESPN.
После отставки главного тренера «Денвер Наггетс» Брайана Шоу в концовке сезона 2014/15, Биллапс рассматривался, как его преемник. Несмотря на то, что ранее он заявлял, что хочет продолжить карьеру на менеджерской должности в одной из команд НБА, Биллапс не отрицал возможности, когда-нибудь стать главным тренером.

### Тренерская карьера

#### Лос-Анджелес Клипперс (2020—2021)
8 ноября 2020 года Биллапс вошел в штаб главного тренера «Лос-Анджелес Клипперс» Тайрона Лью в качестве старшего помощника.

#### Портленд Трэйл Блэйзерс (2021—настоящее время)
27 июня 2021 года «Портленд Трэйл Блэйзерс» объявил о назначении Биллапса на должность главного тренера.
12 апреля 2025 года стало известно о подписании нового многолетнего контракта.

## Личная жизнь
Жену Биллапса зовут Пайпер, у пары три дочери: Сиара, Сидни и Цинайя. Кевин Гарнетт является крёстным отцом второго ребёнка Биллапса — Сиары. Младший брат Родни Биллапс выступал за баскетбольную команду университета Денвера, а в 2006 году он был задрафтован командой из лиги развития НБА. Двоюродный брат Биллапса Лендэйл Уайт выступал за команду из НФЛ — «Теннеси Тайтанс».
Кумиром детства для Биллапса был Джо Думарс, поэтому Чонси предпочитает играть под четвёртым номером, под этим номером всю свою карьеру выступал Думарс. После завершения карьеры Биллапс планировал стать генеральным менеджером команды НБА, как и Думарс. После подписания своего первого профессионального контракта с «Бостон Селтикс» Чонси купил своим близким три машины: отцу — Range Rover, матери — Mercedes E-class 320 и сестре — Toyota Avalon.
Чонси болеет за команду из НФЛ «Денвер Бронкос» и является большим фанатом американского хип-хопа, его любимые исполнители: 2Pac, Jay-Z и Notorious B.I.G.
После победы в финале НБА 2004 года Биллапс был приглашён на шоу Дэвида Леттермана. В 2005 году Чонси снялся в рекламе Adidas под названием «Improvisation». По сюжету ролика он играл на анимированном паркете, который оживал и всячески старался помешать Биллапсу забросить мяч в корзину. Чонси изображён на обложке видеоигры NBA Ballers: Phenom, которая вышла в 2006 году.

## Признание
В 2004 году Университет Колорадо навечно закрепил за Биллапсом его 4-й игровой номер, он стал пятым игроком в истории университета удостоенным такой чести.
5 мая 2008 года Биллапс получил приз имени Дж. Уолтера Кеннеди, эта награда вручается за благотворительную деятельность. Чонси на протяжении трёх лет организовывал благотворительные турниры по гольфу в Детройте, а также участвовал в благотворительных программах Миннеаполиса и родного города Денвера. Также Биллапс заключил договор с компанией «Rock Financial», по которому он регулярно посещает обычные школы Детройта и Денвера, компания обеспечивает бесплатными билетами на баскетбольные матчи детей из неблагополучных семей, а также вкладывает деньги в летние баскетбольные лагеря Чонси.
16 июня 2008 года Биллапс выступал с речью на «Джо Луис-арене» в поддержку кандидата в президенты США Барака Обамы. А в августе 2010 года вместе с несколькими другими игроками НБА был приглашён в Белый дом, где провёл игру вместе с Обамой. Это был второй раз, когда он посетил Белый дом, впервые Биллапс побывал там в 2004 году. После завоевания чемпионского титула весь состав «Детройт Пистонс» пригласили на встречу с президентом.
12 августа 2011 года Биллапс получил награду «За вклад в развитие общества» от Зала славы баскетбола, во время вручения награды Чонси признался, что его мечта быть включённым в Зал славы.
15 октября 2015 года стало известно, что Биллапс станет одним из шести человек, которые будут включены в Спортивный зал славы Колорадо на церемонии, которая состоится 2 апреля 2015 года в Денвере.

## Достижения и награды
- Чемпион НБА: 2004
- Самый ценный игрок финала НБА: 2004
- Участник Матча всех звёзд НБА: 2006, 2007, 2008, 2009, 2010.
- Включён в сборную всех звёзд НБА: 2006 (2), 2007 (3), 2009 (3).
- Включён в сборную всех звёзд защиты НБА: 2005 (2), 2006 (2).
- Приз имени Дж. Уолтера Кеннеди: 2008.
- Приз за спортивное поведение НБА: 2009.

## Статистика

### Статистика в НБА
| Сезон   | Команда   | Регулярный сезон | Регулярный сезон | Регулярный сезон | Регулярный сезон | Регулярный сезон | Регулярный сезон | Регулярный сезон | Регулярный сезон | Регулярный сезон | Регулярный сезон | Регулярный сезон | Серия плей-офф | Серия плей-офф | Серия плей-офф | Серия плей-офф | Серия плей-офф | Серия плей-офф | Серия плей-офф | Серия плей-офф | Серия плей-офф | Серия плей-офф | Серия плей-офф |
| Сезон   | Команда   | GP               | GS               | MPG              | FG%              | 3P%              | FT%              | RPG              | APG              | SPG              | BPG              | PPG              | GP             | GS             | MPG            | FG%            | 3P%            | FT%            | RPG            | APG            | SPG            | BPG            | PPG            |
| ------- | --------- | ---------------- | ---------------- | ---------------- | ---------------- | ---------------- | ---------------- | ---------------- | ---------------- | ---------------- | ---------------- | ---------------- | -------------- | -------------- | -------------- | -------------- | -------------- | -------------- | -------------- | -------------- | -------------- | -------------- | -------------- |
| 1997/98 |           | 80               | 70               | 27,7             | 37,4             | 32,9             | 85,0             | 2,4              | 3,9              | 1,3              | 0,1              | 11,2             | Не участвовал  | Не участвовал  | Не участвовал  | Не участвовал  | Не участвовал  | Не участвовал  | Не участвовал  | Не участвовал  | Не участвовал  | Не участвовал  | Не участвовал  |
| 1997/98 | Бостон    | 51               | 44               | 25,4             | 39,0             | 33,9             | 81,7             | 2,2              | 4,3              | 1,5              | 0,0              | 11,1             | Не участвовал  | Не участвовал  | Не участвовал  | Не участвовал  | Не участвовал  | Не участвовал  | Не участвовал  | Не участвовал  | Не участвовал  | Не участвовал  | Не участвовал  |
| 1997/98 | Торонто   | 29               | 26               | 31,7             | 34,9             | 31,6             | 91,9             | 2,7              | 3,3              | 1,0              | 0,1              | 11,3             | Не участвовал  | Не участвовал  | Не участвовал  | Не участвовал  | Не участвовал  | Не участвовал  | Не участвовал  | Не участвовал  | Не участвовал  | Не участвовал  | Не участвовал  |
| 1998/99 | Денвер    | 45               | 41               | 33,1             | 38,6             | 36,2             | 91,3             | 2,1              | 3,8              | 1,3              | 0,3              | 13,9             | Не участвовал  | Не участвовал  | Не участвовал  | Не участвовал  | Не участвовал  | Не участвовал  | Не участвовал  | Не участвовал  | Не участвовал  | Не участвовал  | Не участвовал  |
| 1999/00 | Денвер    | 13               | 5                | 23,5             | 33,7             | 17,1             | 84,1             | 2,6              | 3,0              | 0,8              | 0,2              | 8,6              | Не участвовал  | Не участвовал  | Не участвовал  | Не участвовал  | Не участвовал  | Не участвовал  | Не участвовал  | Не участвовал  | Не участвовал  | Не участвовал  | Не участвовал  |
| 2000/01 | Миннесота | 77               | 33               | 23,2             | 42,2             | 37,6             | 84,2             | 2,1              | 3,4              | 0,7              | 0,1              | 9,3              | 3              | 0              | 8,7            | 16,7           | 0,0            | 100,0          | 1,7            | 0,7            | 0,0            | 0,0            | 1,0            |
| 2001/02 | Миннесота | 82               | 54               | 28,7             | 42,3             | 39,4             | 88,5             | 2,8              | 5,5              | 0,8              | 0,2              | 12,5             | 3              | 3              | 44,7           | 45,1           | 40,0           | 70,0           | 5,0            | 5,7            | 1,0            | 0,3            | 22,0           |
| 2002/03 | Детройт   | 74               | 74               | 31,4             | 42,1             | 39,2             | 87,8             | 3,7              | 3,9              | 0,9              | 0,2              | 16,2             | 14             | 14             | 34,6           | 37,4           | 31,0           | 93,3           | 3,4            | 4,7            | 0,6            | 0,1            | 18,0           |
| 2003/04 | Детройт   | 78               | 78               | 35,4             | 39,4             | 38,8             | 87,8             | 3,5              | 5,7              | 1,1              | 0,1              | 16,9             | 23             | 23             | 38,4           | 38,5           | 34,6           | 89,0           | 3,0            | 5,9            | 1,3            | 0,1            | 16,4           |
| 2004/05 | Детройт   | 80               | 80               | 35,8             | 44,2             | 42,6             | 89,8             | 3,4              | 5,8              | 1,0              | 0,1              | 16,5             | 25             | 25             | 39,4           | 42,8           | 34,9           | 89,3           | 4,3            | 6,5            | 1,0            | 0,2            | 18,7           |
| 2005/06 | Детройт   | 81               | 81               | 36,1             | 41,8             | 43,3             | 89,4             | 3,1              | 8,6              | 0,9              | 0,1              | 18,5             | 18             | 18             | 39,2           | 40,6           | 34,0           | 90,5           | 3,4            | 6,5            | 1,2            | 0,1            | 17,9           |
| 2006/07 | Детройт   | 70               | 70               | 36,2             | 42,7             | 34,5             | 88,3             | 3,4              | 7,2              | 1,2              | 0,2              | 17,0             | 16             | 16             | 40,6           | 43,5           | 38,9           | 83,2           | 3,3            | 5,7            | 1,2            | 0,1            | 18,6           |
| 2007/08 | Детройт   | 78               | 78               | 32,3             | 44,8             | 40,1             | 91,8             | 2,7              | 6,8              | 1,3              | 0,2              | 17,0             | 15             | 15             | 32,0           | 40,1           | 37,5           | 83,2           | 2,9            | 5,5            | 0,8            | 0,1            | 16,1           |
| 2008/09 | Детройт   | 2                | 2                | 35,0             | 33,3             | 28,6             | 90,0             | 5,0              | 7,5              | 1,5              | 0,5              | 12,5             | Не участвовал  | Не участвовал  | Не участвовал  | Не участвовал  | Не участвовал  | Не участвовал  | Не участвовал  | Не участвовал  | Не участвовал  | Не участвовал  | Не участвовал  |
| 2008/09 | Денвер    | 77               | 77               | 35,3             | 42,0             | 41,0             | 91,3             | 3,0              | 6,4              | 1,2              | 0,2              | 17,9             | 16             | 16             | 38,7           | 45,7           | 46,8           | 90,6           | 3,8            | 6,8            | 1,3            | 0,3            | 20,6           |
| 2009/10 | Денвер    | 73               | 73               | 34,1             | 41,8             | 38,6             | 91,0             | 3,1              | 5,6              | 1,1              | 0,1              | 19,5             | 6              | 6              | 34,5           | 44,6           | 35,5           | 88,1           | 2,3            | 6,3            | 1,0            | 0,5            | 20,3           |
| 2010/11 | Денвер    | 51               | 51               | 32,3             | 43,8             | 44,1             | 92,3             | 2,5              | 5,3              | 1,0              | 0,2              | 16,5             | Не участвовал  | Не участвовал  | Не участвовал  | Не участвовал  | Не участвовал  | Не участвовал  | Не участвовал  | Не участвовал  | Не участвовал  | Не участвовал  | Не участвовал  |
| 2010/11 | Нью-Йорк  | 21               | 21               | 31,6             | 40,3             | 32,8             | 90,2             | 3,1              | 5,5              | 0,9              | 0,1              | 17,5             | 1              | 1              | 34,5           | 27,3           | 33,3           | 100,0          | 2,0            | 4,0            | 0,0            | 0,0            | 10,0           |
| 2011/12 | Клипперс  | 20               | 20               | 30,3             | 36,4             | 38,4             | 89,5             | 2,5              | 4,0              | 0,5              | 0,2              | 15,0             | Не участвовал  | Не участвовал  | Не участвовал  | Не участвовал  | Не участвовал  | Не участвовал  | Не участвовал  | Не участвовал  | Не участвовал  | Не участвовал  | Не участвовал  |
| 2012/13 | Клипперс  | 22               | 22               | 19,0             | 40,2             | 36,7             | 93,8             | 1,5              | 2,2              | 0,5              | 0,0              | 8,4              | 6              | 6              | 19,2           | 30,6           | 35,3           | 81,8           | 2,0            | 1,0            | 0,2            | 0,2            | 6,2            |
| 2013/14 | Детройт   | 19               | 7                | 16,3             | 30,4             | 29,2             | 83,3             | 1,5              | 2,2              | 0,4              | 0,1              | 3,8              | Не участвовал  | Не участвовал  | Не участвовал  | Не участвовал  | Не участвовал  | Не участвовал  | Не участвовал  | Не участвовал  | Не участвовал  | Не участвовал  | Не участвовал  |
|         | Всего     | 1123             | 1007             | 31,4             | 41,3             | 38,4             | 89,2             | 2,8              | 5,3              | 1,0              | 0,2              | 14,9             | 146            | 143            | 36,5           | 41,1           | 36,6           | 88,0           | 3,4            | 5,7            | 1,0            | 0,2            | 17,3           |

### Статистика в NCAA
| Сезон   | Команда  | Conf   | Class | GP | GS | MPG  | FG%  | 3P%  | FT%  | RPG | APG | SPG | BPG | PPG  |
| ------- | -------- | ------ | ----- | -- | -- | ---- | ---- | ---- | ---- | --- | --- | --- | --- | ---- |
| 1995/96 | Колорадо | Big 8  | FR    | 26 | 24 | 35,5 | 41,3 | 35,4 | 86,1 | 6,3 | 5,5 | 1,6 | 0,2 | 17,9 |
| 1996/97 | Колорадо | Big 12 | SO    | 29 | 29 | 32,7 | 41,3 | 40,1 | 85,4 | 4,9 | 4,8 | 2,1 | 0,1 | 19,1 |
| Всего   | Всего    | Всего  | Всего | 55 | 53 | 34,0 | 41,3 | 38,2 | 85,7 | 5,6 | 5,1 | 1,9 | 0,1 | 18,5 |

| Матчи всех звёзд НБА | Матчи всех звёзд НБА | Матчи всех звёзд НБА | Матчи всех звёзд НБА | Матчи всех звёзд НБА | Матчи всех звёзд НБА | Матчи всех звёзд НБА | Матчи всех звёзд НБА | Матчи всех звёзд НБА | Матчи всех звёзд НБА | Матчи всех звёзд НБА | Матчи всех звёзд НБА | Матчи всех звёзд НБА |
| Сезон                | Команда              | GP                   | GS                   | MPG                  | FG%                  | 3P%                  | FT%                  | RPG                  | APG                  | SPG                  | BPG                  | PPG                  |
| -------------------- | -------------------- | -------------------- | -------------------- | -------------------- | -------------------- | -------------------- | -------------------- | -------------------- | -------------------- | -------------------- | -------------------- | -------------------- |
| 2006                 | Сборная Востока      | 1                    | 0                    | 15,0                 | 60,0                 | 40,0                 | 100                  | 4,0                  | 7,0                  | 0,0                  | 0,0                  | 15,0                 |
| 2007                 | Сборная Востока      | 1                    | 0                    | 16,0                 | 37,5                 | 00,0                 | 100                  | 4,0                  | 6,0                  | 0,0                  | 0,0                  | 8,0                  |
| 2008                 | Сборная Востока      | 1                    | 0                    | 18,0                 | 30,0                 | 00,0                 | 00.0                 | 1,0                  | 4,0                  | 0,0                  | 0,0                  | 6,0                  |
| 2009                 | Сборная Запада       | 1                    | 0                    | 19,0                 | 40,0                 | 33,3                 | 00.0                 | 3,0                  | 3,0                  | 1,0                  | 0,0                  | 5,0                  |
| 2010                 | Сборная Запада       | 1                    | 0                    | 25,0                 | 54,5                 | 62,5                 | 00.0                 | 5,0                  | 5,0                  | 1,0                  | 0,0                  | 17,0                 |

| Сборная США | Сборная США | Сборная США | Сборная США | Сборная США | Сборная США | Сборная США | Сборная США | Сборная США | Сборная США | Сборная США | Сборная США | Сборная США |
| Сезон       | GP          | GS          | MPG         | FG%         | 3P%         | FT%         | RPG         | APG         | SPG         | BPG         | PPG         |             |
| ----------- | ----------- | ----------- | ----------- | ----------- | ----------- | ----------- | ----------- | ----------- | ----------- | ----------- | ----------- | ----------- |
| 2007        | 10          | 1           | 16,0        | 37,8        | 35,5        | 100         | 1,8         | 2,4         | 0,7         | 0,0         | 5,6         |             |
| 2010        | 10          | 10          | 23,1        | 39,1        | 31,8        | 85,7        | 1,9         | 3,1         | 1,2         | 0,0         | 9,8         |             |

### Лучшие показатели в одной игре НБА
По данным сайта basketball-reference.com

| - Очки — 39 (5 февраля 2010 года против «Лос-Анджелес Лейкерс») - Попадания с игры — 13 (25 февраля 2010 года против «Голден Стэйт Уорриорз») - Броски с игры — 25 (1 февраля 2010 года против «Сакраменто Кингз») - Точные трёхочковые — 9 (5 февраля 2010 года против «Лос-Анджелес Лейкерс») - Трёхочковые броски — 13 (2 раза) - Точные штрафные — 18 (2 раза) - Штрафные броски — 20 (1 марта 2011 года против «Орландо Мэджик») | - Подборы в нападении — 5 (15 января 1998 года против «Ванкувер Гриззлис») - Подборы в защите — 11 (29 декабря 2006 года против «Индианы Пэйсерс») - Подборы — 12 (29 декабря 2006 года против «Индианы Пэйсерс») - Передачи — 19 (14 декабря 2005 года против «Сакраменто Кингз») - Перехваты — 7 (23 января 1998 года против «Атланты Хокс») - Блок-шоты — 3 (15 февраля 2002 года против «Денвер Наггетс») - Сыгранные минуты — 51 (27 декабря 2006 года против «Нью-Йорк Никс») |

### Трипл-даблы за карьеру
По данным сайта basketball-reference.com
| Дата            | Команда         | Противник             | Итоговый счёт   | Очки | Подборы | Передачи |
| --------------- | --------------- | --------------------- | --------------- | ---- | ------- | -------- |
| 3 апреля 2003   | Детройт Пистонс | Мемфис Гриззлис       | Победа 92-81    | 26   | 11      | 10       |
| 20 февраля 2005 | Детройт Пистонс | Миннесота Тимбервулвз | Поражение 87-88 | 20   | 10      | 11       |

## Зарплата по ходу карьеры
По данным сайта basketball-reference.com
| Сезон     | Команда     | Сумма        |
| --------- | ----------- | ------------ |
| 1997/98   | Бостон      | $2 384 640   |
| 1998/99   | Денвер      | $2 742 000   |
| 1999/2000 | Орландо     | $3 100 080   |
| 2000/01   | Миннесота   | $2 250 000   |
| 2001/02   | Миннесота   | $2 475 000   |
| 2002/03   | Детройт     | $4 546 000   |
| 2003/04   | Детройт     | $5 000 600   |
| 2004/05   | Детройт     | $5 455 200   |
| 2005/06   | Детройт     | $5 909 800   |
| 2006/07   | Детройт     | $6 364 400   |
| 2007/08   | Детройт     | $10 000 000  |
| 2008/09   | Денвер      | $11 050 000  |
| 2009/10   | Денвер      | $12 100 000  |
| 2010/11   | Нью-Йорк    | $13 150 000  |
| 2011/12   | Нью-Йорк    | $12 200 000  |
| 2011/12   | ЛА Клипперс | $2 000 000   |
| 2012/13   | ЛА Клипперс | $4 000 000   |
| 2013/14   | Детройт     | $2 500 000   |
| Всего     |             | $107 227 720 |